# Mats Edén
Mats Edén (ur. 30 października 1957 w Södertälje) – szwedzki muzyk, kompozytor i nauczyciel muzyki.

## Życiorys
Artysta wychowywał się początkowo w Filipstad, w Värmland, od 1966 zamieszkał w Karlstad. Zainteresowanie skrzypcami zawdzięcza swojemu ojczymowi Svenowi, który również grał na tym instrumencie. Edén zaczął pobierać lekcje gry na skrzypcach w 1968, w miejscowej szkole muzycznej. Uczył się tam do 1976 pod okiem Sigvarda Stenberga, wychowanka Konserwatorium Moskiewskiego.
W latach 70. Mats Edén zainteresował się muzyką ludową Skandynawii. Jego ojczym był członkiem miejscowego stowarzyszenia artystów grających muzykę ludową, dzięki czemu Edén mógł poznać skrzypków wielu pokoleń.
W 1971 roku muzyk bierze udział w obozie letnim dla młodych skrzypków, gdzie poznał członków swojego późniejszego zespołu Groupa, jak również innych wykonawców muzyki ludowej.
W latach 1976–1980 studiował muzykologię i etnologię na Uniwersytecie w Göteborgu.
W 1978 został wydany pierwszy ważniejszy album z udziałem Edéna – Lika Många Fötter I Taket Som På Golvet. Płyta zawierała w większości tradycyjne kompozycje ludowe: polki czy hallingi, ale także utwory zmierzające w stronę folku.
W 1979 Edén został mianowany riksspelmanem – narodowym muzykiem ludowym, co stanowi zaszczytne honorowe wyróżnienie dla nielicznych muzyków Szwecji. Otrzymał srebrną odznakę – zornmärket. W konkursie o ten tytuł zagrał na akordeonie diatonicznym melodie Oskara Anderssona, co było na swój sposób przełomowe, gdyż w owym czasie akordeon nie był uznawany za godny uwagi szwedzki instrument ludowy.
W 1980 założono istniejącą do dzisiaj Groupa, do której w pierwszym składzie należeli Mats Edén, Thomas Fabiansson, Leif Stinnerbom, Inger Stinnerbom i Bill McChesney.
W latach 1983–1987 artysta studiował kompozycję na Norweskiej Akademii Muzycznej w Oslo.
W 2009 został wybrany do Szwedzkiej Królewskiej Akademii Muzycznej, a w latach 2011–2012 pracował jako profesor wizytujący w Królewskiej Szkole Muzycznej w Sztokholmie. Od 2012 pracuje jako adiunkt w Wyższej Szkole Muzycznej w Malmö, podlegającej pod Uniwersytet w Lund. W 2015 artysta otrzymał pierwszą nagrodę w dziedzinie muzyki folkowej od Szwedzkiej Królewskiej Akademii Muzycznej w wysokości 100 000 koron. W tymże roku został także laureatem wyróżnienia kulturalnego gminy Eslöv, do której należy Harlösa, gdzie muzyk mieszka od lat 90.
Poza działalnością w obrębie Groupy, artysta nagrywa własne albumy solowe, bierze udział w licznych projektach muzyki folk, tworzy muzykę klasyczną, głównie na skrzypce i fortepian. Zajmuje się również prowadzeniem kursów i warsztatów muzycznych, zostaje także zapraszany na wyższe uczelnie muzyczne w charakterze nauczyciela i wykładowcy.

## Instrumentarium
Instrumenty używane przez Matsa Edéna to głównie: skrzypce, nyckelharpa, hardingfele, bordunfiol, altówka, viola d'amore, akordeon i melodeon.
Instrumenty smyczkowe wykorzystywane do nagrań to m.in. skrzypce i viola d’amore autorstwa Andersa Norudde, skrzypce stworzone przez Jean Pierre’a Champevala, skrzypce z 1730 J. Christy, a także hardingfele zbudowane przez Sigvalda Rörliena.
Kolekcja instrumentów artysty obejmuje unikalne egzemplarze, wykonywane na zamówienie, jak np. viola d’amore autorstwa Pera Hardestama z pięcioma bazowymi strunami oraz pięcioma strunami sympatetycznymi, podobnie jak w przypadku esraja. Instrument Hardestama uległ zniszczeniu, obecnie Mats Edén gra na zbliżonej konstrukcyjnie violi zbudowanej przez Andersa Norudde.
Melodeony należące do artysty to modele jedno- i dwurzędowe firm Dise, L’Imagineïre, Walter, Castagnari, Soprani, a także jednorzędowy magdeburgerspel marki Saltarello.

## Dyskografia

### Albumy solowe
- Struling (1993, Amigo AMCD728)
- Läckerbiten (1998, Amigo AMCD733)
- Milvus (1999, ECM 1660)
- Avtryck (2001)
- Pastern (2013, Gammalthea 229608)
- Apple blossom (2014, C-Y Contemporary)

### Albumy z udziałem Matsa Edéna: projekty i płyty sesyjne
- Folkmusik I Sverige: Unga Spelmän Från Värmland (1977, Caprice Records – CAP 1122)
- Mats Edén, Inger Hallström, Leif Olsson – Lika Många Fötter I Taket Som På Golvet (1978, Oktober OSLP 522)
- Music in Sweden 5 – Young Folk Musicians (1979, Caprice Records – CAP 1141)
- Höppesving – Lekar och visor från Mangskogen (1980, Amigo)
- Värmländska Folkmusikstilar (1990, Cinnober CINLP-5)
- Folksamling (1991, Amigo)
- Scents – Poppy (1993, Snap Records SNAPC 11)
- Scents – Dandelion (1993, Snap Records SNAPC 16)
- Lena Willemark, Ale Möller – Nordan (1994, ECM 1536)
- Lena Willemark, Ale Möller – Agram (1996, ECM 1610)
- Niss Kerstin – Träd (1998, Amigo 739)
- Folk acts Sweden (1998, Folknet Sweden)
- Ellika Frisell, Sven Ahlbäck, Mats Edén – Tokpolska (1999, Giga GCD-36)
- Folk (1999, Amigo)
- Svensk folkmusik (2002, Hawk)
- Folk Music Sweden (2003, Amigo – AMCD 753)
- File under folk music Sweden (2003, Amigo)
- Mats Edén, Tina Quartey – Vägen In (2004, Amigo AMCD 755)
- Eva Åström Rune, Mattias Pérez – Allt Vad Jorden Bär – Kärlekssånger Från Enviken (2006, Enviken Grammofon – EGRAM3)
- Jonas Simonson – Crane dance (2007, Nordic Tradition)
- Tjo va' det viftar! (2008, Kulturföreningen Gÿssla – GY-0002)
- Mats Edén, Daniel Sandén-Warg, Leif Stinnerbom, Magnus Stinnerbom – Anno 2010 (2010, Giga)
- Claes Ottelid – Alonso's tune (2012, Euterpe Musica)
- Marja Mattlar – Kuu (2012, Isis Records – ISD-121)
- Näcklåtar (2012, Gammalthea)
- Martin Bagge & Trio Isagel – Vägen ut (2014, Footprint Records)
- Terje Isungset – Meditations (2015, All Ice Records 1407)
- Crane Dance Trio – Flyger igen (2015, Dimma)
- Gubbaduon – Quintonius (2015, Gammalthea)

### AlbumyGroupy
- Av bara farten (1983, Amigo AMCD729)
- Vildhonung (1985, Amigo AMCD729)
- Utan Sans (1989, Amigo AMCD721)
- Månskratt (1990, Amigo AMCD725)
- Imeland (1995, Amigo AMCD730)
- Lavalek (1998, Xsource XOUCD125)
- Fjalar (2002, Xsource XOUCD134)
- Frost (2008, Footprint FRCD040)
- Silent folk (2014, Footprint FRCD074)